# Presa de Vallferrera
La presa de Vallferrera, també coneguda com presa de la Farga, és una presa situada a la capçalera de la vall Ferrera, en el riu Noguera de Vallferrera, aigües amunt del Pla de la Farga. Pertany al municipi d'Alins, a la comarca del Pallars Sobirà. Forma el petit embassament de la Bassa de la Farga. La presa es troba a una alçada de 1.468,8 metres.
Fou construïda en els anys 60 del segle XX per l'empresa Copisa, filial de Fecsa, i forma part del Complex hidroelèctric de l'alta vall de Cardós, concretament en la regulació i derivació d'aigua per a la central hidroelèctrica de Tavascan Inferior. La presa està formada per un mur de maçoneria amb tres obertures centrals per les que discorre l'aigua, un sobreeixidor a la seva esquerra i una cambra de càrrega a la dreta, la qual alimenta la canalització que deriva l’aigua.
La presa deriva aigua del riu Noguera de Vallferrera cap a la presa de Montalto, situada a la capçalera de la vall de Cardós a 1.380 metres d’altitud. La canalització que connecta els dos embassaments té una longitud de 5.617 metres i travessa la serra de Montarenyo. El seu cabal màxim és de 5 metres cúbics per segon.